# Antonio Rosmini Serbati

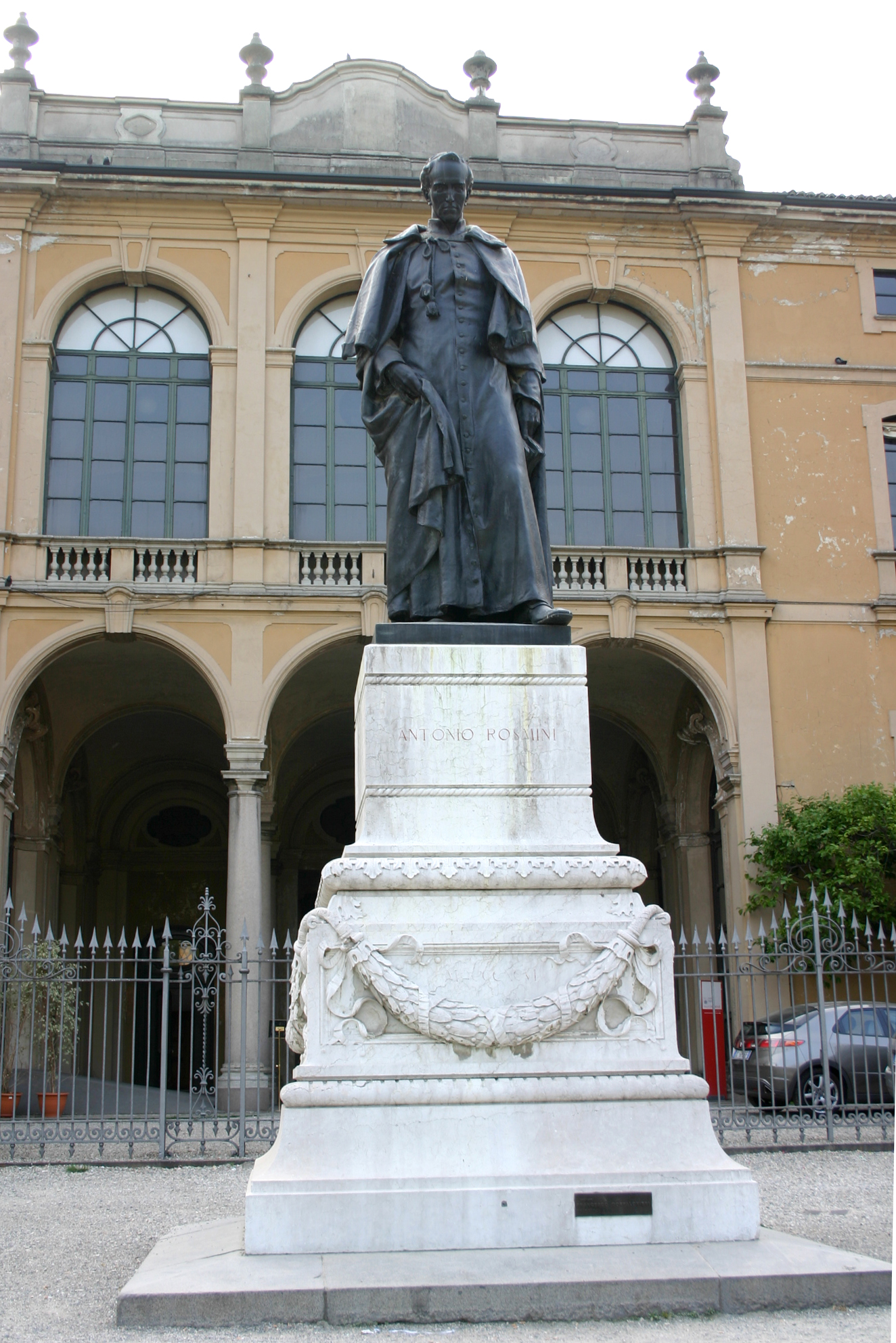
Socha Rosminiho v Miláně

Blahoslavený Antonio Rosmini Serbati (24. března 1797, Rovereto – 1. července 1855, Stresa) byl italský římskokatolický kněz, filosof, teolog a politik. Byl beatifikován v roce 2007.

## Životopis
Narodil se roku 1797 v severoitalském městě Rovereto. V roce 1821 přijal kněžské svěcení a o rok později zakončil svoje teologická studia doktorátem. Pobýval v Miláně, tehdy rakouské části Itálie. Již roku 1830 vydal své první dílo, čtyřsvazkovou „Novou esej o původu idejí“, kterým si získal určitý věhlas. Rosmini v Miláně také spoluzaložil roku 1828 novou řeholní komunitu Istituto della Caritá (tzv. rosminiani). Roku 1835 museli rosminiani - vedle kulturních a náboženských záměrů mělo hnutí díky svému zakladateli i národně osvobozenecké - opustit území spravované rakouskými úřady a usadili se v Piemontu. V roce 1836 se za svými bratry dostal i Rosmini.
V třicátých letech se věnoval celé řadě etických a antropologických studií. Napsal například “Srovnávací a kritické dějiny systémů mravního principu”. Na počátku čtyřicátých let shrnul své myšlenky do díla „Filozofický systém“. Roku 1847 napsal esej „Komunismus a socialismus“, v kterém došel k závěru, že tyto systémy jsou vnitřně rozporné a musí nutně skončit hrubou despocií: „Naši reformátoři chtějí z lidí udělat pouhá tažná zvířata, místo aby je povznášeli..."
 Nastínil zde také zásady tzv. křesťanského liberalismu.
V předvečer revolučního roku 1848 vyšla Rosminiho studie "Ústava podle společenské spravedlnosti", která měla jako dovětek "Přílohu o jednotě Itálie". Již od třicátých let se Rosmini jasně vyslovoval ve prospěch vzniku jednotné, ale federativní Itálie se společnou vládou a především ústavou. V roce 1848 se Rosminini angažoval neúspěšně i politicky, následně upadl v církevních kruzích do nemilosti. Tehdy vyšel snad jeho nejznámější spis “O pěti ranách církve svaté”, který byl dán na index spolu "Ústavou podle společenské spravedlnosti".  Byl různě špiněn a ostrakizován. Stáhl se do soukromý a věnoval se nadále především filozofii a teologii. V tuto dobu sepsal mimo jiné knihy „Dialog invence“, „Úvod do filozofie“ a nedokončené pojednání o otázce bytí: „Teodiceu“. Rosmini zemřel – za poněkud záhadných okolností – roku 1855 ve městě Stresa. Rosmini spoluzaložil novou řeholní komunitu Istituto della Caritá (tzv. rosminiani). Rosmini byl blízkým přítelem básníka a romanopisce Alessandra Manzoniho. Roku 1887 byly některé Rosminiho názory katolickou církví odsouzeny, nicméně v roce 2001 ho Kongregace pro nauku víry rehabilitovala. Mezi Rosminiho obdivovatele patřili i papežové Jan XXIII. a Pavel VI. V roce 2007 byl Rosmini blahořečen.

## Citáty z Komunismu a socialismu
- Rosmini si všiml, že pro socialistické reformátory neznamená svoboda člověka mnoho: "Je opravdu pozoruhodné, že všichni sociální reformátoři pohlížejí na ubohou svobodu jako na úhlavního nepřítele, ba dokonce jako na hlavní překážku, která se staví do cesty realizace jejich filantropických záměrů. Je tedy třeba říci zcela jasně, že utopisté, o nichž je právě řeč, a liberálové jakožto obhájci lidské svobody stojí na opačných pólech názorového spektra.”

- "Totéž naleznete bez velkých obtíží v nauce Saint-Siomna i v nauce komunistů i všude jinde, ať už se tyto nauky nazývají, jak chtějí. Stále platí, že velkou překážkou jimi navrhovaných reforem je právě lidská svoboda. V zásadě pokaždé se opakuje požadavek, že prvním předpokladem uskutečnění jejich velkolepých příslibů je oběť lidské svobody."[6]

- Rosmini píše, že úkolem reformátorů má být zaobstarání každého obyvatele planety Země, což vyžaduje nově rozdělit veškeré bohatství podle toho, jak kdo potřebuje. Z toho správně vyvozuje, že: "Je nám jasné, že tato nová vláda (reformátorů), která nás má zabezpečit proti všem současným pohromám, musí být vybavena pravomocemi nesrovnatelně většími než kterákoli předchozí vláda v dějinách. Nesmíte ale ani pomyslet na to, že tato osvícená vláda by mohla uvedených pravomocí někdy zneužít!"[7]

- Rosmini chápal rozvoj společnosti dynamicky a odvodil z toho: "Nesmíme se divit, že jednotlivec je v zásadě ničím, když vláda sama chce být naprosto vším. Měli bychom se však podivovat tomu, že tito filozofové, kteří chtějí nejprve kompletně zlikvidovat současnou společnost a od základů až po střechu vybudovat onu novou, si neuvědomují, že jakmile by lidská bytost redukována na strojový mechanismus, nevycházely by z ní žádné tvůrčí impulsy, a proto by musel ustat svobodný rozvoj lidských schopností, přestal by jakýkoli pokrok, v takto uspořádané a řízené společnosti by začali scházet velcí vynálezci, odvážní podnikatelé, neúnavní pracovníci, taková společnost by se posouvala dějinami podobně jako stádo ovcí, v němž by panovala prostřednost, monotónnost, nuda, čemuž by se nevyhnutelně přidala nedostatečná produkce, nekvalitní výroba a bída, která by však nepostihovala pouze blažené vladaře mající k dispozici veškeré bohatství."[8]